# Hilsprich
Hilsprich [ilspʁiʃ] est une commune française située dans le département de la Moselle et le bassin de vie de la Moselle-Est, en région Grand Est.

## Géographie
Située sur un gisement de sel, la commune d'Hilsprich voit depuis 2006 ses habitations se fissurer et son sol s'affaisser du fait de la lente dissolution de la couche saline, ce qui pose un sérieux problème pour la survie de ce village du fait d'importants dégâts au bâti.
| Saint-Jean-Rohrbach     | Rémering-lès-Puttelange |                     |
| Diffembach-lès-Hellimer | Hilsprich               | Holving             |
| Petit-Tenquin           | Kappelkinger            | Le Val-de-Guéblange |

### Hydrographie
La commune est située dans le bassin versant du Rhin au sein du bassin Rhin-Meuse. Elle est drainée par le ruisseau le Buschbach.
Le Buschbach, d'une longueur totale de 15,3 km, prend sa source dans la commune de Altrippe et se jette  dans l'Albe en limite de Kappelkinger et de Nelling, après avoir traversé huit communes.

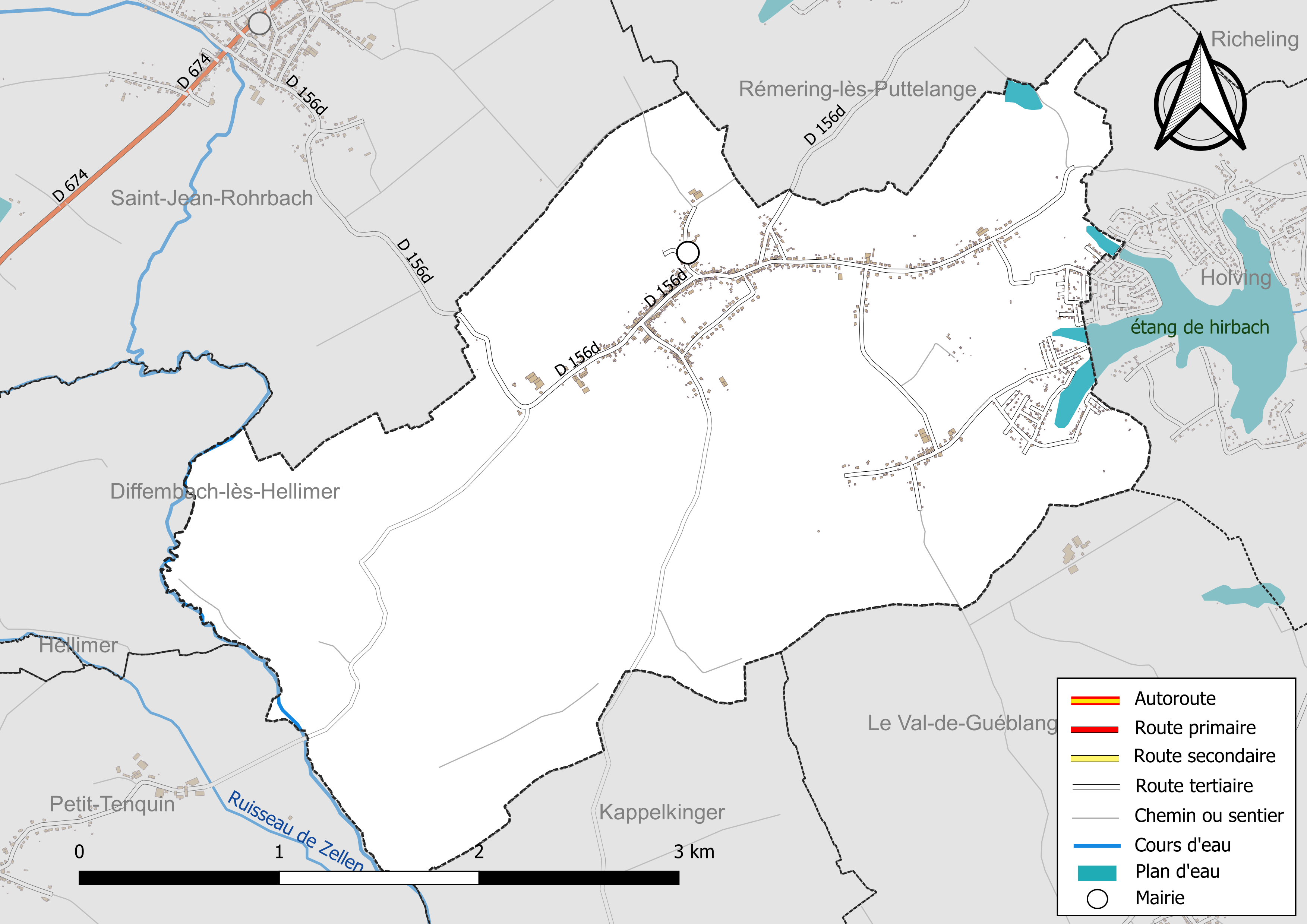
Réseaux hydrographique et routier d'Hilsprich.

La qualité du ruisseau le Buschbach peut être consultée sur un site spécial géré par les agences de l'eau et l'Agence française pour la biodiversité.

### Climat
Pour des articles plus généraux, voir Climat du Grand Est et Climat de la Moselle.
En 2010, le climat de la commune est de type climat des marges montargnardes, selon une étude du Centre national de la recherche scientifique s'appuyant sur une série de données couvrant la période 1971-2000. En 2020, Météo-France publie une typologie des climats de la France métropolitaine dans laquelle la commune est exposée à un climat semi-continental et est dans une zone de transition entre les régions climatiques « Lorraine, plateau de Langres, Morvan » et « Vosges ». 
Pour la période 1971-2000, la température annuelle moyenne est de 9,9 °C, avec une amplitude thermique annuelle de 17,1 °C. Le cumul annuel moyen de précipitations est de 856 mm, avec 11,9 jours de précipitations en janvier et 9,4 jours en juillet. Pour la période 1991-2020, la température moyenne annuelle observée sur la station météorologique de Météo-France la plus proche, « Kappelkinger_sapc », sur la commune de Kappelkinger à 5 km à vol d'oiseau, est de 10,6 °C et le cumul annuel moyen de précipitations est de 772,6 mm. 
La température maximale relevée sur cette station est de 38,8 °C, atteinte le 25 juillet 2019 ; la température minimale est de −19,6 °C, atteinte le 26 décembre 2010,,. 
Les paramètres climatiques de la commune ont été estimés pour le milieu du siècle (2041-2070) selon différents scénarios d'émission de gaz à effet de serre à partir des nouvelles projections climatiques de référence DRIAS-2020. Ils sont consultables sur un site spécial publié par Météo-France en novembre 2022.

## Urbanisme

### Typologie
Au 1er janvier 2024, Hilsprich est catégorisée commune rurale à habitat dispersé, selon la nouvelle grille communale de densité à sept niveaux définie par l'Insee en 2022.
Elle est située hors unité urbaine. Par ailleurs la commune fait partie de l'aire d'attraction de Sarreguemines (partie française), dont elle est une commune de la couronne,. Cette aire, qui regroupe 48 communes, est catégorisée dans les aires de 50 000 à moins de 200 000 habitants,.

### Occupation des sols
L'occupation des sols de la commune, telle qu'elle ressort de la base de données européenne d’occupation biophysique des sols Corine Land Cover (CLC), est marquée par l'importance des territoires agricoles (81,6 % en 2018), une proportion sensiblement équivalente à celle de 1990 (82,3 %). La répartition détaillée en 2018 est la suivante : prairies (50,9 %), terres arables (19,1 %), zones agricoles hétérogènes (11,6 %), forêts (8,5 %), zones urbanisées (7 %), espaces verts artificialisés, non agricoles (1,9 %), eaux continentales (1,1 %). L'évolution de l’occupation des sols de la commune et de ses infrastructures peut être observée sur les différentes représentations cartographiques du territoire : la carte de Cassini (XVIIIe siècle), la carte d'état-major (1820-1866) et les cartes ou photos aériennes de l'IGN pour la période actuelle (1950 à aujourd'hui).

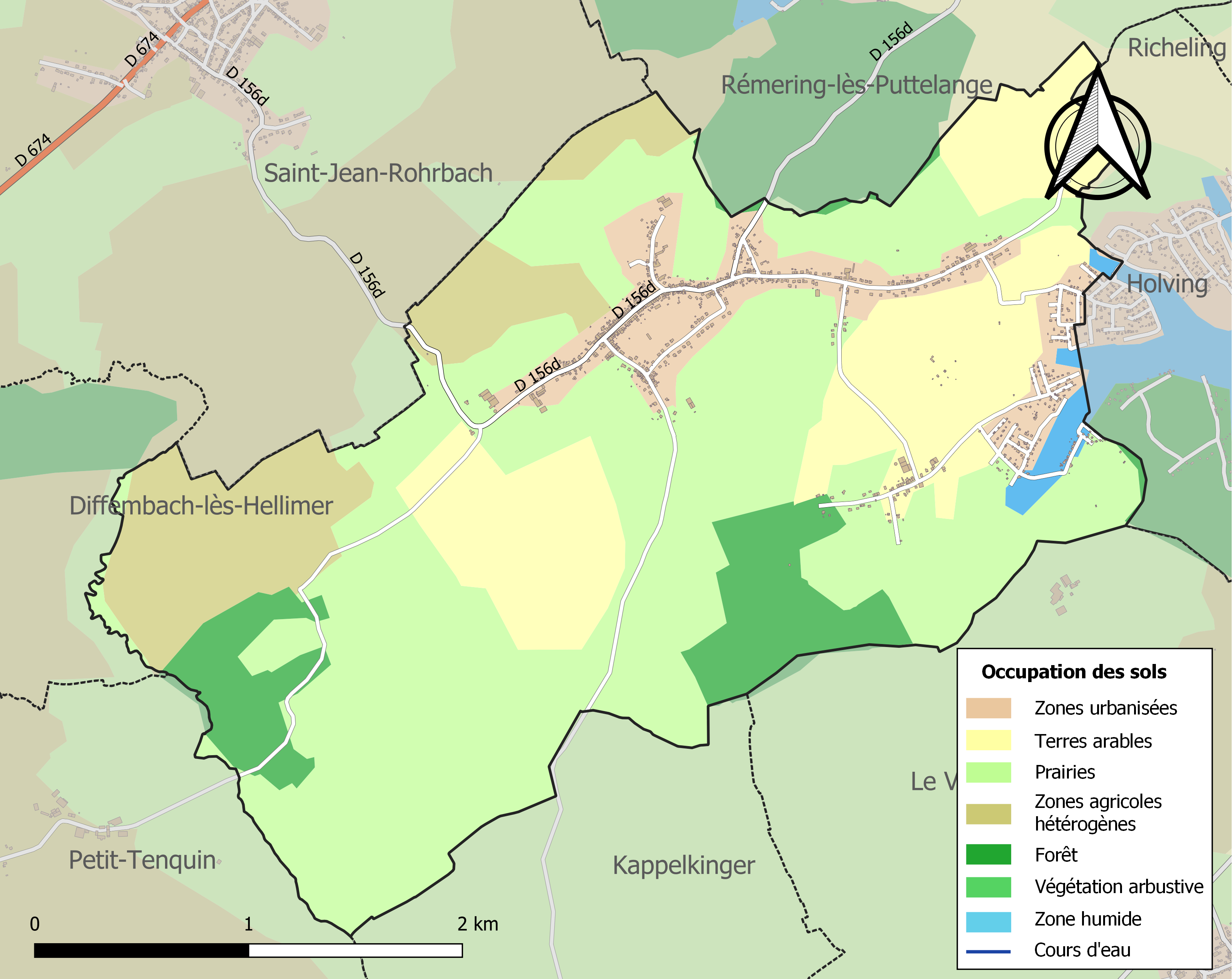
Carte des infrastructures et de l'occupation des sols de la commune en 2018 (CLC).

## Toponymie
- Hilsprich : Hulsperg (1466) ; Hulsszperg (1479) ; Hulsperge, Husberc, Husberg, Husseberg (1544) ; Hilsburg (1571) ; Hilsperg (1594) ; Hilsberg (1722) ; Hilsprick (1756) ; Hilsbourg, Hisberg, Hisprik (1765) ; Hilschberg (1771)[15] ; Hilprich (1801)[16]. Hilschprich et Hilschprisch  en francique lorrain[17].
- Castviller : Kaschwiller (1725), Katzviller (1751), Caste-Viller et Katsveiller (1756), Katswiller et Kastwiller (1765), Cattviler (1793), Castweiller (an X), Casseweiler (carte Cassini), Castwiller (XIXe siècle). Kaschweiler en allemand[15]. Kaschwiller en francique lorrain[17].
- Morsbronn : Morsbren (XVIIe siècle), Monsbour (1720), Morsburn (1751), Moresborn (1756), Morsbourn (1765), Morsbrunn (carte Cassini)[15], Morsbron (1793). Muschburre en francique lorrain[17].

## Histoire
- Dépendait de l'ancienne province de Lorraine.
- Domaine du prieuré de Saint-Denis de Paris à Celle à partir de 1125.
- Cédé à la Lorraine en 1606. Appartenait aux sires de Bitche au XVIe siècle.
- Absorbe Morsbronn entre 1790 et 1794. Absorbe Castviller en 1811.

## Politique et administration
| Période                                  | Période   | Identité      | Étiquette | Qualité |
| ---------------------------------------- | --------- | ------------- | --------- | ------- |
| 1971                                     | mars 2001 | Gilbert Barda | -         | -       |
| mars 2001                                | en cours  | Armand Gillet |           |         |
| Les données manquantes sont à compléter. |           |               |           |         |

## Démographie
L'évolution du nombre d'habitants est connue à travers les recensements de la population effectués dans la commune depuis 1793. Pour les communes de moins de 10 000 habitants, une enquête de recensement portant sur toute la population est réalisée tous les cinq ans, les populations de référence des années intermédiaires étant quant à elles estimées par interpolation ou extrapolation. Pour la commune, le premier recensement exhaustif entrant dans le cadre du nouveau dispositif a été réalisé en 2007.

En 2022, la commune comptait 840 habitants, en évolution de −3,78 % par rapport à 2016 (Moselle : +0,52 %, France hors Mayotte : +2,11 %).
| 1793 | 1800 | 1806 | 1821 | 1836 | 1841  | 1861 | 1866 | 1871 |
| ---- | ---- | ---- | ---- | ---- | ----- | ---- | ---- | ---- |
| 488  | 458  | 561  | 805  | 998  | 1 025 | 918  | 915  | 963  |

| 1875 | 1880 | 1885 | 1890 | 1895 | 1900 | 1905 | 1910 | 1921 |
| ---- | ---- | ---- | ---- | ---- | ---- | ---- | ---- | ---- |
| 901  | 866  | 760  | 709  | 702  | 698  | 670  | 674  | 581  |

| 1926 | 1931 | 1936 | 1946 | 1954 | 1962 | 1968 | 1975 | 1982 |
| ---- | ---- | ---- | ---- | ---- | ---- | ---- | ---- | ---- |
| 612  | 621  | 596  | 573  | 598  | 664  | 678  | 686  | 723  |

| 1990 | 1999 | 2006 | 2007 | 2012 | 2017 | 2022 | - | - |
| ---- | ---- | ---- | ---- | ---- | ---- | ---- | - | - |
| 764  | 823  | 893  | 903  | 911  | 857  | 840  | - | - |

## Lieux et monuments
- Lieu-dit Castviller (Cattviler en 1793) : 49° 00′ 55″ N, 6° 56′ 03″ E rattaché à Hilsprich en 1811.

Depuis 2001, le lieu-dit Castviller n'existe plus et a été fusionné avec la ville de Hilsprich. Le lieu-dit est désormais rebaptisé « Rue de la chapelle ».
- Lieu-dit Morsbronn, rattaché à Hilsprich entre 1790 et 1794.

### Édifices religieux

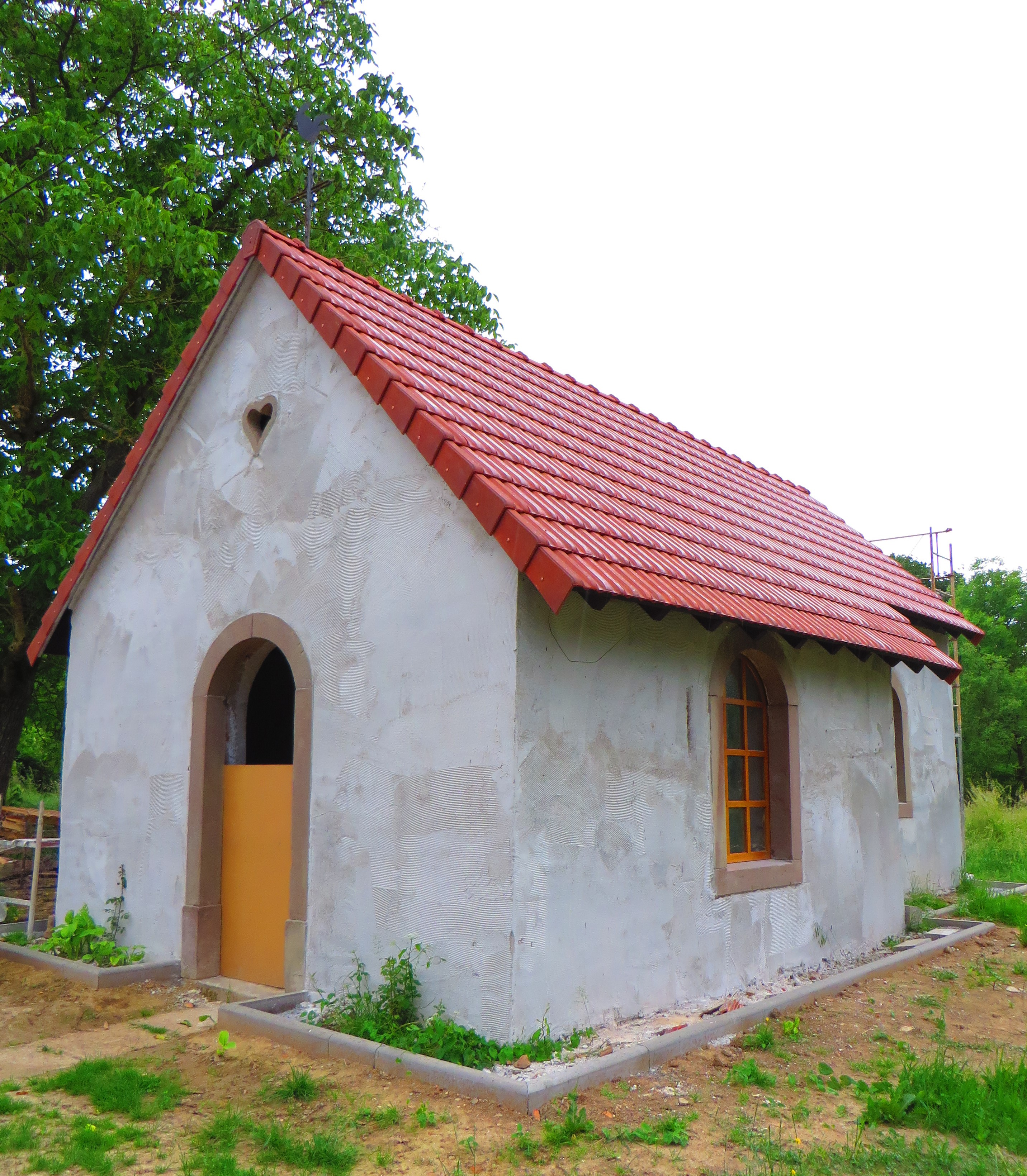
Chapelle Sainte-Anne de Morsbronn.

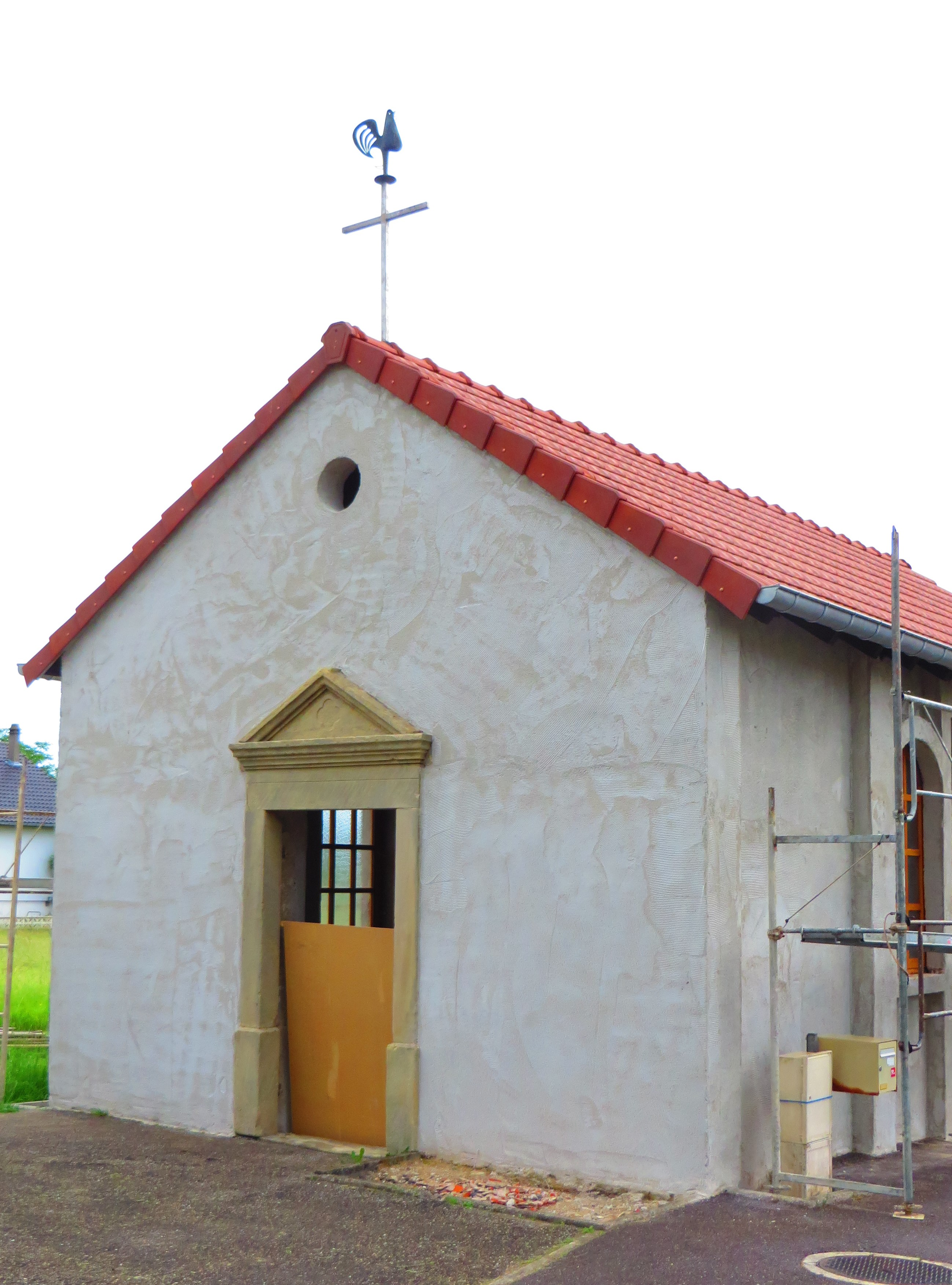
Chapelle Notre-Dame de Castviller.

- Église Sainte-Croix 1730, rénovée en 1946-1949 à la suite des dommages subis pendant la guerre : statues XVIIIe siècle
- Chapelle Sainte-Anne de Morsbronn 1860 : statues de saint Pierre et saint Paul XVIIIe siècle.
- Chapelle Notre-Dame de Castviller 1825 : autel XVIIIe siècle avec tableau sculpté en antependium.